# Shane Archbold
Shane William Archbold (Timaru, 2 de febrero de 1989) es un deportista neozelandés que compitió en ciclismo en las modalidades de ruta y pista, especialista en la prueba de ómnium.
Ganó una medalla de plata en el Campeonato Mundial de Ciclismo en Pista de 2011, en la prueba de ómnium. Participó en los Juegos Olímpicos de Londres 2012, ocupando el séptimo lugar en la misma prueba.

## Medallero internacional
| Campeonato Mundial | Campeonato Mundial       | Campeonato Mundial | Campeonato Mundial |
| Año                | Lugar                    | Medalla            | Competición        |
| ------------------ | ------------------------ | ------------------ | ------------------ |
| 2011               | Apeldoorn (Países Bajos) | Medalla de plata   | Ómnium             |

## Palmarés

### Pista
2009
- Campeón de Nueva Zelanda en Madison  (con Thomas Scully)

2011
- 2.º en el Campeonato Mundial Omnium
- Campeonato de Oceanía de Omnium

### Ruta
2011
- 1 etapa de la Mi-août en Bretagne

2013
- 1 etapa del An Post Rás

2019
- 1 etapa del Tour de la República Checa

2020
- Campeonato de Nueva Zelanda en Ruta

## Resultados en Grandes Vueltas y Campeonatos del Mundo
| Carrera         | Carrera         | 2012 | 2013 | 2014 | 2015 | 2016 | 2017 | 2018 | 2019  | 2020 | 2021 | 2022 | 2023 |
| --------------- | --------------- | ---- | ---- | ---- | ---- | ---- | ---- | ---- | ----- | ---- | ---- | ---- | ---- |
|                 | Giro de Italia  | —    | —    | —    | —    | —    | —    | —    | —     | —    | —    | —    | —    |
|                 | Tour de Francia | —    | —    | —    | —    | Ab.  | —    | —    | —     | —    | —    | —    | —    |
|                 | Vuelta a España | —    | —    | —    | —    | —    | —    | —    | 151.º | —    | —    | —    | —    |
| Mundial en Ruta | Mundial en Ruta | —    | —    | —    | —    | —    | —    | —    | Ab.   | —    | Ab.  | —    | —    |

| —: No participó | Ab: Abandono |